# Esiliiga 2025
L'Esiliiga 2025 è la 35ª edizione della seconda divisione del campionato di calcio estone. La stagione è iniziata il 1º marzo 2025 e si concluderà nel novembre successivo.

## Stagione

### Novità
Dalla Meistriliiga 2024 è retrocesso il Nõmme United, ultimo classificato, mentre dall'Esiliiga B 2024 sono stati promossi il Tammeka Tartu U21 e il Kalju Nõmme U21. Queste squadre sostituiscono l'Harju Laagri promosso in Meistriliiga e le retrocesse in Esiliiga B Paide U21 e Tabasalu.

### Formula
Le 10 squadre partecipanti si affrontano in un doppio girone di andata e ritorno, per un totale di 36 giornate. La squadra prima classificata viene promossa in Meistriliiga, mentre la seconda disputa uno spareggio contro la penultima della Meistriliiga. Sono escluse dalla possibilità di promozione le formazioni Under-21. Le ultime due classificate retrocedono direttamente in Esiliiga B, mentre l'ottava classificata disputa uno spareggio contro la terza dell'Esiliiga B.

## Squadre partecipanti
| Club                | Città   | Stadio                   | Posizione 2024                        |
| ------------------- | ------- | ------------------------ | ------------------------------------- |
| Elva                | Elva    | Elva Linnastaadion       | 8º posto in Esiliiga                  |
| FC Tallinn          | Tallinn | Lasnamäe Spordikompleksi | 5º posto in Esiliiga                  |
| Flora Tallinn U21   | Tallinn | Sportland Arena          | 3º posto in Esiliiga                  |
| Kalev Tallinn U21   | Tallinn | Kalevi Keskstaadion      | 7º posto in Esiliiga                  |
| Kalju Nõmme U21     | Tallinn | Hiiu Staadion            | 2º posto in Esiliiga B, promosso      |
| Levadia Tallinn U21 | Tallinn | Maarjamäe Staadion       | 6º posto in Esiliiga                  |
| Nõmme United        | Tallinn | Männiku Staadion         | 10º posto in Meistriliiga, retrocesso |
| Tammeka Tartu U21   | Tartu   | Sepa Staadion            | 1º posto in Esiliiga B, promosso      |
| Viimsi              | Viimsi  | Viimsi KK Staadion       | 2º posto in Esiliiga                  |
| Welco Tartu         | Tartu   | Holm Jalgpallipark       | 4º posto in Esiliiga                  |

## Classifica
Aggiornata al 28 luglio 2025.
|   | Pos. | Squadra             | Pt | G  | V  | N | P  | GF | GS | DR  |
| - | ---- | ------------------- | -- | -- | -- | - | -- | -- | -- | --- |
|   | 1.   | Nõmme United        | 55 | 21 | 18 | 1 | 2  | 69 | 14 | +55 |
|   | 2.   | Viimsi              | 48 | 21 | 15 | 3 | 3  | 46 | 15 | +31 |
|   | 3.   | Welco Tartu         | 40 | 21 | 12 | 4 | 5  | 46 | 30 | +16 |
|   | 4.   | Elva                | 38 | 21 | 11 | 5 | 5  | 43 | 36 | +7  |
|   | 5.   | FC Tallinn          | 31 | 21 | 9  | 4 | 8  | 40 | 37 | +3  |
| + | 6.   | Kalju Nõmme U21     | 25 | 21 | 8  | 1 | 12 | 31 | 52 | -21 |
| + | 7.   | Flora Tallinn U21   | 24 | 21 | 6  | 6 | 9  | 36 | 32 | +4  |
| + | 8.   | Levadia Tallinn U21 | 20 | 21 | 5  | 5 | 11 | 35 | 43 | -8  |
| + | 9.   | Kalev Tallinn U21   | 10 | 21 | 1  | 7 | 13 | 28 | 56 | -28 |
| + | 10.  | Tammeka Tartu U21   | 6  | 21 | 2  | 0 | 19 | 22 | 81 | -59 |

Legenda:

      Promossa in Meistriliiga 2026

 Ammessa agli spareggi promozione o retrocessione

      Retrocessa in Esiliiga B 2026

+ squadra ineleggibile per la promozione.
Note:

Tre punti a vittoria, uno a pareggio, zero a sconfitta.
La classifica viene stilata secondo i seguenti criteri:
- Punti conquistati
- play-off (solo per decidere la squadra campione)
- Meno partite perse a tavolino
- Partite vinte
- Punti conquistati negli scontri diretti
- Differenza reti negli scontri diretti
- Differenza reti generale
- Reti totali realizzate
- Fair-play ranking